# Sighvatur
Sighvatur är en bergstopp i republiken Island. Den ligger i regionen Norðurland eystra, 280 km nordost om huvudstaden Reykjavík. Toppen på Sighvatur är 986 meter över havet.
Trakten runt Sighvatur är nära nog obefolkad, med mindre än två invånare per kvadratkilometer. Det finns inga samhällen i närheten. Trakten runt Sighvatur består i huvudsak av gräsmarker.